# Furcoppia imitans
Furcoppia imitans är en kvalsterart som beskrevs av Balogh och Sandór Mahunka 1966. Furcoppia imitans ingår i släktet Furcoppia och familjen Astegistidae. Inga underarter finns listade i Catalogue of Life.